# Notomulciber decemmaculatus
Notomulciber decemmaculatus là một loài bọ cánh cứng trong họ Cerambycidae.